# Bruno Tshibala
Bruno Tshibala Nzenze, né le 20 février 1956, est un homme politique de la république démocratique du Congo. Il est Premier ministre du 18 mai 2017 au 7 septembre 2019.

## Biographie
Bruno Tshibala entame une carrière politique à l'âge de 25 ans, alors qu’il n'est qu'étudiant. Hostile au régime du président Mobutu Sese Seko, il intègre un parti de la « défense des idées de gauche ». Sous l’encadrement des fondateurs de L'UDPS, il distribue des tracts contre le régime Mobutu, toujours en avril 1980. Parmi ses « aînés », il cite entre autres : Étienne Tshisekedi, Joseph Ngalula, Frédéric Kibassa Maliba, Anaclet Makanda et Isidore Kanona.
Il est l’un des pionniers de l'Union pour la démocratie et le progrès social (UDPS). Compagnon de lutte d’Étienne Tshisekedi, il a été secrétaire général-adjoint de l’UDPS et porte-parole du Rassemblement des forces politiques et sociales acquises au changement. Il était présent lors de la rédaction de la lettre des 13 parlementaires, en décembre 1980. À la condamnation de ces 13, ils sont tous relégués dans leurs villages de naissance. Trois mois plus tard, ils vont lancer l’idée de créer un deuxième parti pour instaurer le bipartisme et s’opposer au monopartisme de l’époque avec le Mouvement populaire de la révolution (MPR). Une idée qui a été lancée le 26 mars 1981. La réunion préliminaire de la création de l’Union pour la démocratie et le progrès social (UDPS) s’est déroulée avec Étienne Tshisekedi, Joseph Ngalula, Anaclet Makanda, Isidore Kanona, Grégoire Dikonda, Kibasa Maliba et Tshibala. Mobutu va ensuite décider de libérer tous les 13 parlementaires en décembre 1981. Comme l’idée du parti était déjà lancée, seuls les élus vont signer les statuts du parti et la sortie officielle fut lancée le 15 février 1982. Les non-parlementaires, dont Bruno Tshibala n’étaient pas obligés à signer «par peur de pendaison».
Le 9 octobre 2016, Bruno Tshibala, alors secrétaire général-adjoint de l’UDPS, est arrêté. Il a été appréhendé à l’aéroport de Kinshasa en partance pour une mission officielle du parti. Il est accusé, selon le procureur général de la République, d’avoir organisé des manifestations des 19 et 20 septembre à Kinshasa. Il est libéré le 29 novembre 2016.
Après la mort d’Étienne Tshisekedi, le Rassemblement de l'opposition se restructure : la présidence est scindée en deux, Félix Tshisekedi et Pierre Lumbi devenant respectivement président et président du conseil des sages. Bruno Tshibala se désolidarise du Rassemblement pour se rallier à Joseph Olenghankoy. Il est exclu de l'UDPS quelques semaines après. Cependant, il reste membre du Rassemblement. Il rejette cependant cette décision.
Le 7 avril 2017, Bruno Tshibala est nommé par le président Joseph Kabila, Premier ministre de la république démocratique du Congo, à la suite d'un accord négocié sous l'égide de l'Église catholique afin que le poste revienne à un membre de l'opposition. Il forme le gouvernement Tshibala le 9 mai.
Le 5 mars 2019, il restructure son gouvernement pour en faire un « gouvernement d'intérim ». Les 12 ministres ayant été élu députés lors des élections législatives de 2018 doivent démissionner afin de respecter l'interdiction du cumul des mandats instaurée par un décret du Conseil d'État. Bruno Tshibala ne fait cependant pas entrer de nouvelles personnalités, mais fusionne au contraire 11 ministères : certains ministres assurent ainsi l'intérim d'autres ministères,. 
Le 20 mai 2019, il présente sa démission au nouveau président Félix Tshisekedi. Sylvestre Ilunga est nommé pour lui succéder.